# سیارک ۱۱۱۲۸
سیارک ۱۱۱۲۸ (به انگلیسی: 11128 Ostravia، نام‌گذاری: 1996VP) یازده هزار و صد و بیست و هشتمین سیارک کشف شده‌است که در ۳ نوامبر ۱۹۹۶ کشف شد.
قدر مطلق سیارک برابر ۱۴٫۳۰ است.